# LGBT y deportes
La situación de gays, lesbianas, bisexuales y transexuales en los deportes es y ha sido muy diversa según los países y épocas de torneos competitivos. En la actualidad la mayoría de los países occidentales han suprimido las restricciones para que los miembros de las minorías sexuales para que puedan participar en diferentes torneos deportivos como los Juegos Olímpicos y hasta la Copa Mundial de Fútbol. Sin embargo, algunos dirigentes o directores técnicos de las diferentes disciplinas deportivas, han transmitido sus discursos homofobicos, en plenas entrevistas admitiendo que no aceptarían homosexuales en los equipos.
Las políticas y actitudes hacia los gays y lesbianas como miembros de los equipos deportivos varían mucho en el mundo. En muchos disfrutan de los mismos derechos y deberes que sus compañeros heterosexuales, en otros aunque a ocultas por parte de los directores o entrenadores sufren el acoso homófobos. Como es lógico en todos los países donde la homosexualidad es ilegal ni siquiera existen normativas que restrinjan sus funciones en los torneos porque son ya perseguidos por el código penal y las autoridades. Además existe un grupo de países donde la homosexualidad es legal pero aún se intenta de restringir la incorporación de homosexuales en los equipos y competencias deportivas, aduciendo diversas razones.
Por otra parte los transexuales ven restringida la incorporación de competencia en los equipos de los países en los que está restringido a los varones debido a que ni los transexuales femeninos ni los masculinos pueden estar habilitados para representar a un país en un torneo deportivo, en otros son excluidos aduciendo por razones psiquiátricas.

## Disciplinas deportivas
A continuación, esta serían en las distintas situaciones de las diferentes disciplinas deportivas que ha ocurrido entre los deportistas que dieron a conocer su orientación sexual.

### En artes marciales mixtas
En el caso de las artes marciales mixtas (MMA), no es tan restringida para gais o lesbianas, aunque tampoco existe discusión sobre estos temas. El luchador brasileño y campeón mundial, Anderson Silva, hablo sobre la participación de gais en el MMA, admitiendo que hay personas aún no han dado a conocer su orientación sexual dentro de las competencias de las artes marciales mixtas por la arraigada virilización en esta disciplina de combate:

«Hoy en día es algo absurdo de no expresar sus sentimientos, siempre y cuando se respete el espacio de los demás y sus límites. En que una persona tiene derecho de vivir en vida y en paz».

También la luchadora Ronda Rousey se ha mostrado a favor de esta comunidad.

### En el atletismo

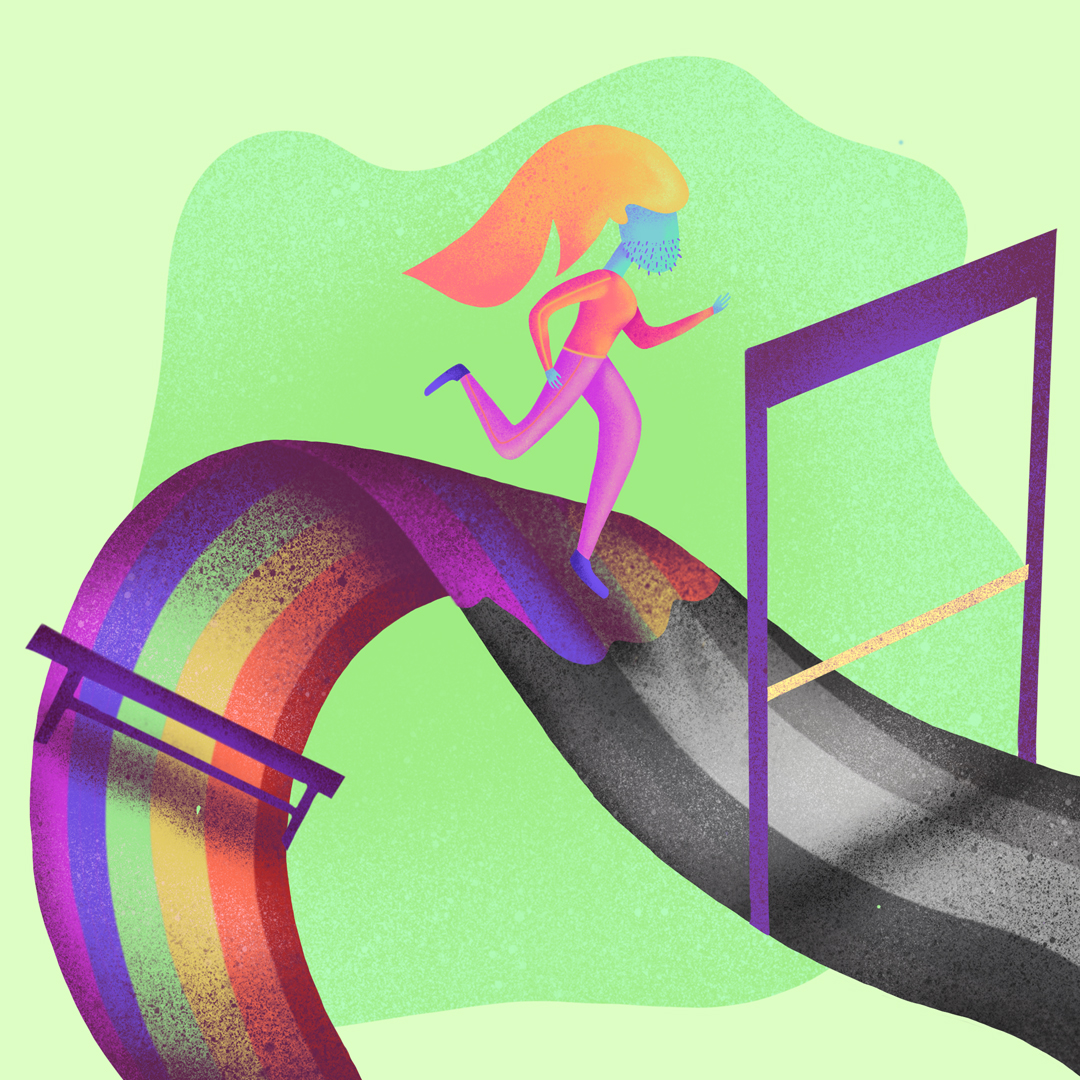
Visibilidad de las diversas identidades sexuales en el deporte

En el caso del atletismo, la única controversia que provocó en Rusia, fue cuando dos deportistas rusas como Kseniya Ryzhova y Tatyana Firova, después de batir récord ambas se besaron en pleno público. Esto alimentó polémica en su país al condenar la homosexualidad como inconstitucional.

### En el baloncesto
En el 2013, el baloncestista estadounidense Jason Collins, admitió en público su homosexualidad abiertamente, convirtiéndose uno de los primeros jugadores en esta disciplina deportiva en dar a conocer su orientación sexual; aunque no provocó tanta controversia como en los demás deportes.

### En el boxeo
En el boxeo, el boxeador puertorriqueño Orlando Cruz admititó su homosexualidad y la boxeadora boliviana, Jennifer Salinas, declaró ser lesbiana.

### En el ciclismo
El ciclista Graeme Obree, campeón de dicho deporte, ha confesado su homosexual, además de ofrecer en una entrevista en una conferencia de prensa.

### En el fútbol

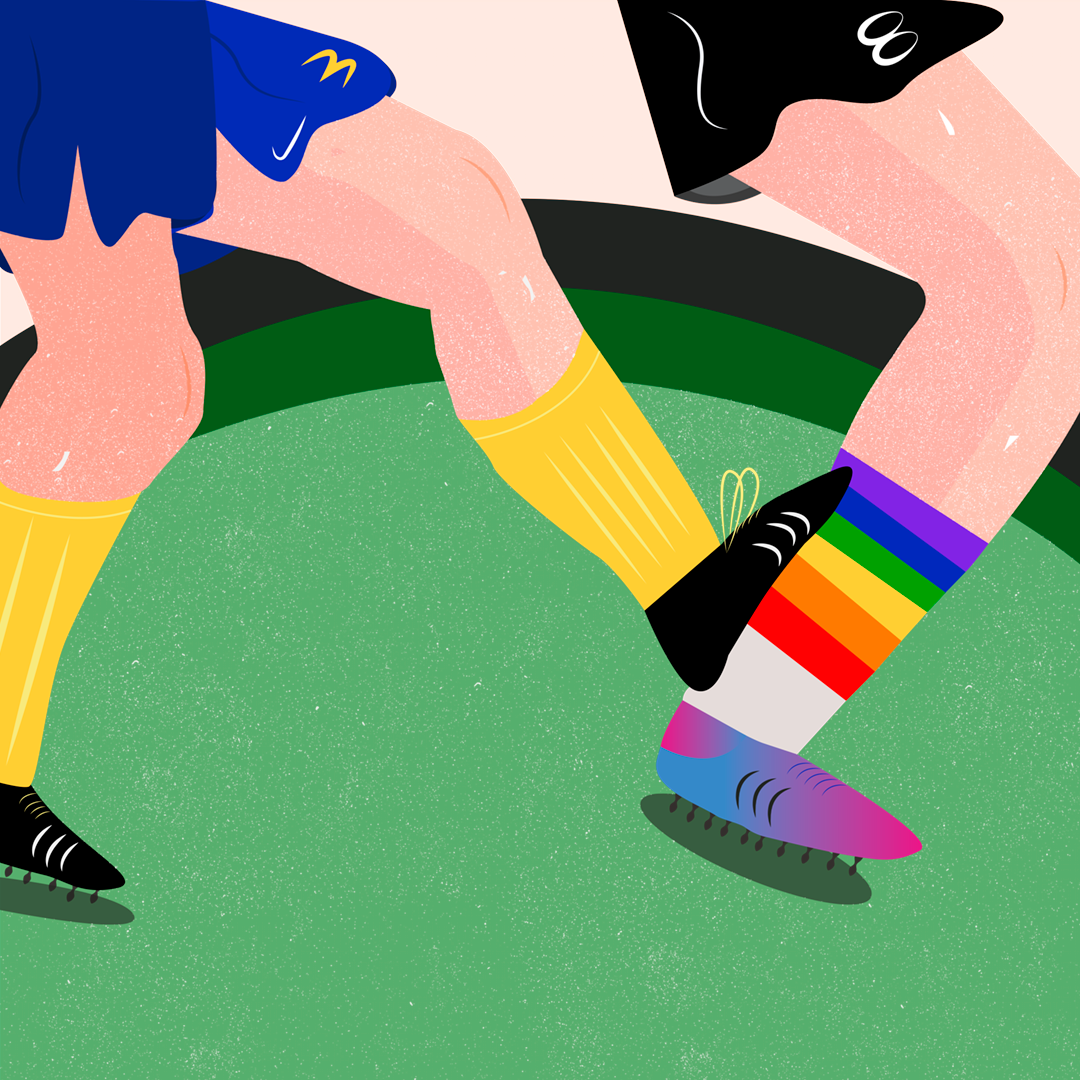
Derechos laborales en el deporte.

El fútbol uno de los deportes más populares en el mundo, algunos jugadores en esta disciplina deportiva dieron a conocer su orientación sexual. Sin embargo en otros países donde todavía la homosexualidad no es tan aceptada ha provocado ciertas controversias. Pese aún que el machismo que predomina y que solo es un deporte dirigido para varones, en otros lo tomaron como un asunto personal o privado. Los siguientes jugadores que dieron a conocer su orientación sexual son Robbie Rogers, David Testo, Anton Hysén, Justin Fashanu y Olivier Rouyer. Todos ellos sorprendieron en sus países de origen, generándose escándalos entre los conservadores. Algunos medios asumieron que este arranque de sinceridad era una confesión de la homosexualidad de estos deportistas. El guardamenta de la selección alemana, Manuel Neuer, animó en 2013 a que los futbolistas homosexuales salieran del armario en el marco de una campaña por la tolerancia en el fútbol profesional auspiciada por la Bundesliga y el gobierno alemán. 
La homofobia en el fútbol también provocó controversia considerando un delito y discriminación, comparando con la situación del racismo en el fútbol. Así, el ex-seleccionador nacional de Inglaterra, seleccionador nacional de Rusia, Fabio Capello, declaró en una entrevista que «El fútbol no es para mariquitas» y el presidente de la Federación Croata de Fútbol, Vlatko Marković, afirmaba que no permitiría la presencia de jugadores homosexuales en la selección nacional, mientras que su vicepresidente, Zdravko Mamić, decía que «los gays están hechos para el ballet». Diversas personalidades del fútbol han aconsejado a los deportistas gais que no salgan del armario. En 2014, grandes equipos de la liga inglesa como el Arsenal, el Chelsea, el Manchester United y el Manchester City respaldaron una campaña contra la homofobia en el fútbol que apuesta por "una cultura de tolerancia en el deporte".

### En el tenis
Leif Rovsing, jugador de tenis danés.Como hombre abiertamente gay, fue excluido por las autoridades deportivas danesas, que le prohibieron participar en varios torneos deportivos.
En el caso de tenis, hubo rechazo y aceptación a deportistas dedicados a practicar está disciplina y tras haber declarado abiertamente su homosexualidad. Fue el caso del tenista ucraniano Sergiy Stakhovsky, tras admitir su homosexualidad fue rechazado principalmente por los espectadores de su país Ucrania.
Después de su retirada deportiva, el tenista francés Michael Llodra publicó una autobiografía afirmando que sería difícil encontrar un jugador homosexual entre los primeros cien puestos de la clasificación ATP a la vez que no descartaba la presencia de jugadoras lesbianas en el circuito. Por su parte, la tenista italiana Flavia Pennetta, admitió que en el mundo del tenis femenino existen tanto el dopaje como la homosexualidad.

### En natación
En el caso de la natación, el nadador australiano multicampeón olímpico, Ian Thorpe, en una entrevista admitió su homosexualidad abiertamente. En el 2015, 6 deportistas dedicados a la natación, admitieron su homosexualidad, ya que algunos de ellos para alejarse de las censuras y rechazos de la sociedad tuvieron que retirarse de esta disciplina deportiva.

### Otras disciplinas
En otras disciplinas La participación de atletas LGBT no es tan restringida. Por ejemplo en las prácticas de las diferentes artes marciales japonesas, una de las más fuertes y difundidas en otras partes del mundo con su propia historia y filosofía, los maestros o senseis, en su mayoría no lo consideran un tema tabú y su función como verdaderos guerreros o zens, es de promover el respeto a la vida y la aceptación en los dojos. Aunque el 2012, tras los discursos homofobicos del actor y artista marcial, Chuck Norris, provocó controversias para la comunidad LGBT. Publicando en una columna en la que critica la posible incorporación de homosexuales a las agrupaciones de los scouts y censurando esta iniciativa por parte del Presidente de los Estados Unidos, Barack Obama.
También el actual presidente de Rusia, Vladímir Putin, quien participó en diferentes campeonatos de yudo y que siempre se ha expresado en contra del colectivo LGBT, pomulgando leyes en su país en contra la propaganda homosexual, según el actor y cineasta estadounidense Oliver Stone, quien lo entrevistó para su documental sobre la vida del primer mandatario ruso, Putin admitió que no compartiría la ducha dentro de un submarino con una persona homosexual, además para que provocarle si ya sabe que es maestro de yudo. Aunque se dice que su discurso en plena entrevista, era que se lo tome como una broma, después que dio otros discursos misóginos y machistas aparte de homofóbicos. Mientras que el actor y artista marcial belga, Jean Claude Van Damme, admitió que le fascina la idea de que lo consideren como un símbolo en la comunidad LGBT. Además que el actor brindo su apoyo a dicha comunidad, para que sus derechos sean respetados.
Si bien otros deportistas dieron a conocer su orientación sexual abiertamente como el luchador de la WWE, Darren Young, admitió públicamente su homosexualidad en una entrevista no planeada con un sitio web de noticias de entretenimiento TMZ.,
En España, el primer club federado de taekwondo, Club Deportivo LGTBI+ Samarucs Taekwondo, se constituyó en 2021.